# Championnat d'Europe féminin de volley-ball des moins de 20 ans 1971
Navigation
Rïga 1969 Utrecht 1973
Le 3e championnat d'Europe féminin de volley-ball des moins de 20 ans s'est déroulé du 25 au 30 août 1971 à Cecina (Italie).

## Déroulement de la compétition

### Tour préliminaire

#### Composition des groupes
| Poule A                                                    | Poule B                                              |
| ---------------------------------------------------------- | ---------------------------------------------------- |
| Site : Cecina Italie Pays-Bas Pologne Allemagne de l'Ouest | Site : Cecina Bulgarie Roumanie Tchécoslovaquie URSS |

#### Poule A
| # | Équipe               | Pts | J | G | P | Sp | Sc | Ratio | Pp  | Pc  | Ratio |
| - | -------------------- | --- | - | - | - | -- | -- | ----- | --- | --- | ----- |
| 1 | Pologne              | 6   | 3 | 3 | 0 | 9  | 0  | MAX   | 136 | 98  | 1.388 |
| 2 | Allemagne de l'Ouest | 5   | 3 | 2 | 1 | 6  | 4  | 1.5   | 138 | 118 | 1.169 |
| 3 | Italie               | 4   | 3 | 1 | 2 | 4  | 8  | 0.5   | 134 | 153 | 0.876 |
| 4 | Pays-Bas             | 3   | 3 | 0 | 3 | 2  | 9  | 0.222 | 117 | 156 | 0.75  |

| Date     | Match                           | Résultat | Sets  | Sets  | Sets  | Sets  | Sets | Total Points |
| Date     | Match                           | Résultat | 1     | 2     | 3     | 4     | 5    | Total Points |
| -------- | ------------------------------- | -------- | ----- | ----- | ----- | ----- | ---- | ------------ |
| 25.08.71 | Italie - Pays-Bas               | 3 - 2    | 15-7  | 9-15  | 12-15 | 15-8  | 15-7 | 66-52        |
| 25.08.71 | Pologne - Allemagne de l'Ouest  | 3 - 0    | 16-14 | 15-13 | 15-10 | -     | -    | 46-37        |
| 26.08.71 | Pologne - Pays-Bas              | 3 - 0    | 15-12 | 15-13 | 15-10 | -     | -    | 45-35        |
| 26.08.71 | Allemagne de l'Ouest - Italie   | 3 - 1    | 11-15 | 15-4  | 15-13 | 15-10 | -    | 56-42        |
| 27.08.71 | Allemagne de l'Ouest - Pays-Bas | 3 - 0    | 15-8  | 15-11 | 15-11 | -     | -    | 45-30        |
| 27.08.71 | Pologne - Italie                | 3 - 0    | 15-11 | 15-3  | 15-12 | -     | -    | 45-26        |

#### Poule B
| # | Équipe          | Pts | J | G | P | Sp | Sc | Ratio | Pp  | Pc  | Ratio |
| - | --------------- | --- | - | - | - | -- | -- | ----- | --- | --- | ----- |
| 1 | URSS            | 6   | 3 | 3 | 0 | 9  | 1  | 9     | 147 | 80  | 1.838 |
| 2 | Roumanie        | 5   | 3 | 2 | 1 | 7  | 5  | 1.4   | 155 | 139 | 1.115 |
| 3 | Tchécoslovaquie | 4   | 3 | 1 | 2 | 4  | 7  | 0.571 | 123 | 155 | 0.794 |
| 4 | Bulgarie        | 3   | 3 | 0 | 3 | 2  | 9  | 0.222 | 114 | 165 | 0.691 |

| Date     | Match                      | Résultat | Sets  | Sets  | Sets  | Sets  | Sets | Total Points |
| Date     | Match                      | Résultat | 1     | 2     | 3     | 4     | 5    | Total Points |
| -------- | -------------------------- | -------- | ----- | ----- | ----- | ----- | ---- | ------------ |
| 25.08.71 | Tchécoslovaquie - Bulgarie | 3 - 1    | 15-8  | 15-11 | 13-15 | 19-17 | -    | 62-51        |
| 25.08.71 | URSS - Roumanie            | 3 - 1    | 15-6  | 15-6  | 12-15 | 15-11 | -    | 57-38        |
| 26.08.71 | Roumanie - Tchécoslovaquie | 3 - 1    | 14-16 | 15-5  | 15-9  | 15-8  | -    | 59-38        |
| 26.08.71 | URSS - Bulgarie            | 3 - 0    | 15-5  | 15-3  | 15-11 | -     | -    | 45-19        |
| 27.08.71 | Roumanie - Bulgarie        | 3 - 1    | 15-10 | 13-15 | 15-7  | 15-12 | -    | 58-44        |
| 27.08.71 | URSS - Tchécoslovaquie     | 3 - 0    | 15-3  | 15-8  | 15-12 | -     | -    | 45-23        |

### Tour final

#### Poule de Classement 5 à 8
| # | Équipe          | Pts | J | G | P | Sp | Sc | Ratio | Pp  | Pc  | Ratio |
| - | --------------- | --- | - | - | - | -- | -- | ----- | --- | --- | ----- |
| 1 | Tchécoslovaquie | 6   | 3 | 3 | 0 | 9  | 1  | 9     | 152 | 98  | 1.551 |
| 2 | Bulgarie        | 5   | 3 | 2 | 1 | 7  | 4  | 1.75  | 153 | 104 | 1.471 |
| 3 | Italie          | 4   | 3 | 1 | 2 | 3  | 8  | 0.375 | 109 | 142 | 0.768 |
| 4 | Pays-Bas        | 3   | 3 | 0 | 3 | 3  | 9  | 0.333 | 98  | 168 | 0.583 |

| Date     | Match                      | Résultat | Sets | Sets  | Sets  | Sets  | Sets | Total Points |
| Date     | Match                      | Résultat | 1    | 2     | 3     | 4     | 5    | Total Points |
| -------- | -------------------------- | -------- | ---- | ----- | ----- | ----- | ---- | ------------ |
| -        | Italie - Pays-Bas          | 3 - 2    | 15-7 | 9-15  | 12-15 | 15-8  | 15-7 | 66-52        |
| -        | Tchécoslovaquie - Bulgarie | 3 - 1    | 15-8 | 15-11 | 13-15 | 19-17 | -    | 62-51        |
| 29.08.71 | Tchécoslovaquie - Pays-Bas | 3 - 0    | 15-6 | 15-13 | 15-6  | -     | -    | 45-25        |
| 29.08.71 | Bulgarie - Italie          | 3 - 0    | 15-8 | 15-8  | 15-5  | -     | -    | 45-21        |
| 30.08.71 | Bulgarie - Pays-Bas        | 3 - 1    | 15-1 | 12-15 | 15-4  | 15-1  | -    | 57-21        |
| 30.08.71 | Tchécoslovaquie - Italie   | 3 - 0    | 15-7 | 15-6  | 15-9  | -     | -    | 45-22        |

#### Poule Finale
| # | Équipe               | Pts | J | G | P | Sp | Sc | Ratio | Pp  | Pc  | Ratio |
| - | -------------------- | --- | - | - | - | -- | -- | ----- | --- | --- | ----- |
| 1 | URSS                 | 6   | 3 | 3 | 0 | 9  | 2  | 4.5   | 159 | 98  | 1.622 |
| 2 | Roumanie             | 5   | 3 | 2 | 1 | 7  | 4  | 1.75  | 145 | 139 | 1.043 |
| 3 | Pologne              | 4   | 3 | 1 | 2 | 5  | 6  | 0.833 | 142 | 156 | 0.91  |
| 4 | Allemagne de l'Ouest | 3   | 3 | 0 | 3 | 0  | 9  | 0     | 83  | 136 | 0.61  |

| Date     | Match                           | Résultat | Sets  | Sets  | Sets  | Sets  | Sets | Total Points |
| Date     | Match                           | Résultat | 1     | 2     | 3     | 4     | 5    | Total Points |
| -------- | ------------------------------- | -------- | ----- | ----- | ----- | ----- | ---- | ------------ |
| -        | Pologne - Allemagne de l'Ouest  | 3 - 0    | 16-14 | 15-13 | 15-10 | -     | -    | 46-37        |
| -        | URSS - Roumanie                 | 3 - 1    | 15-6  | 15-6  | 12-15 | 15-11 | -    | 57-38        |
| 29.08.71 | Roumanie - Allemagne de l'Ouest | 3 - 0    | 15-9  | 15-7  | 15-13 | -     | -    | 45-29        |
| 29.08.71 | URSS - Pologne                  | 3 - 1    | 15-8  | 15-11 | 12-15 | 15-9  | -    | 57-43        |
| 30.08.71 | URSS - Allemagne de l'Ouest     | 3 - 0    | 15-6  | 15-7  | 15-4  | -     | -    | 45-17        |
| 30.08.71 | Roumanie - Pologne              | 3 - 1    | 17-15 | 15-17 | 15-9  | 15-12 | -    | 62-53        |

## Classement final
| Place              | Équipe               |
| ------------------ | -------------------- |
| Médaille d'or      | URSS                 |
| Médaille d'argent  | Roumanie             |
| Médaille de bronze | Pologne              |
| 4                  | Allemagne de l'Ouest |
| 5                  | Tchécoslovaquie      |
| 6                  | Bulgarie             |
| 7                  | Italie               |
| 8                  | Pays-Bas             |